# タカノ (家具)
タカノ株式会社は、長野県上伊那郡宮田村に本社を置くオフィス家具（オフィス椅子）、外構・エクステリア、エレクトロニクス関連（画像検査装置）、健康福祉機器などの開発、生産、販売を行う企業である。創業は1941年7月1日。コクヨと関係が強く、筆頭株主でもある。

## 沿革
- 1941年 - 鷹野製作所創業。
- 1953年 - 株式会社タカノ製作所設立。
- 1973年 - 現社名に変更。
- 1995年 - 株式を店頭公開。
- 1997年 - 東京証券取引所2部上場。
- 2004年 - 東京証券取引所1部指定替え。